# Slag bij Tannenberg (1410)

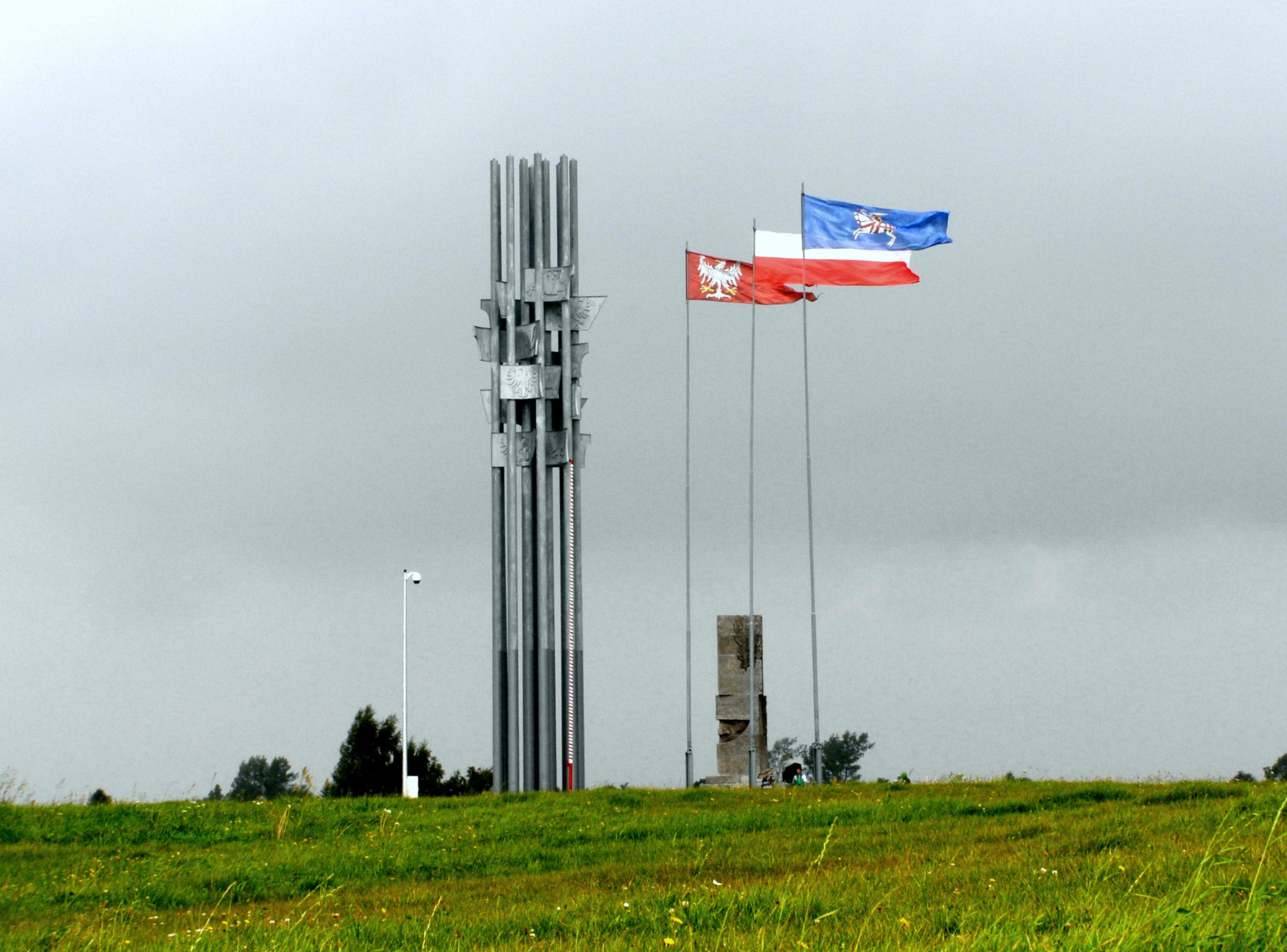
Monument ter nagedachtenis aan de slag

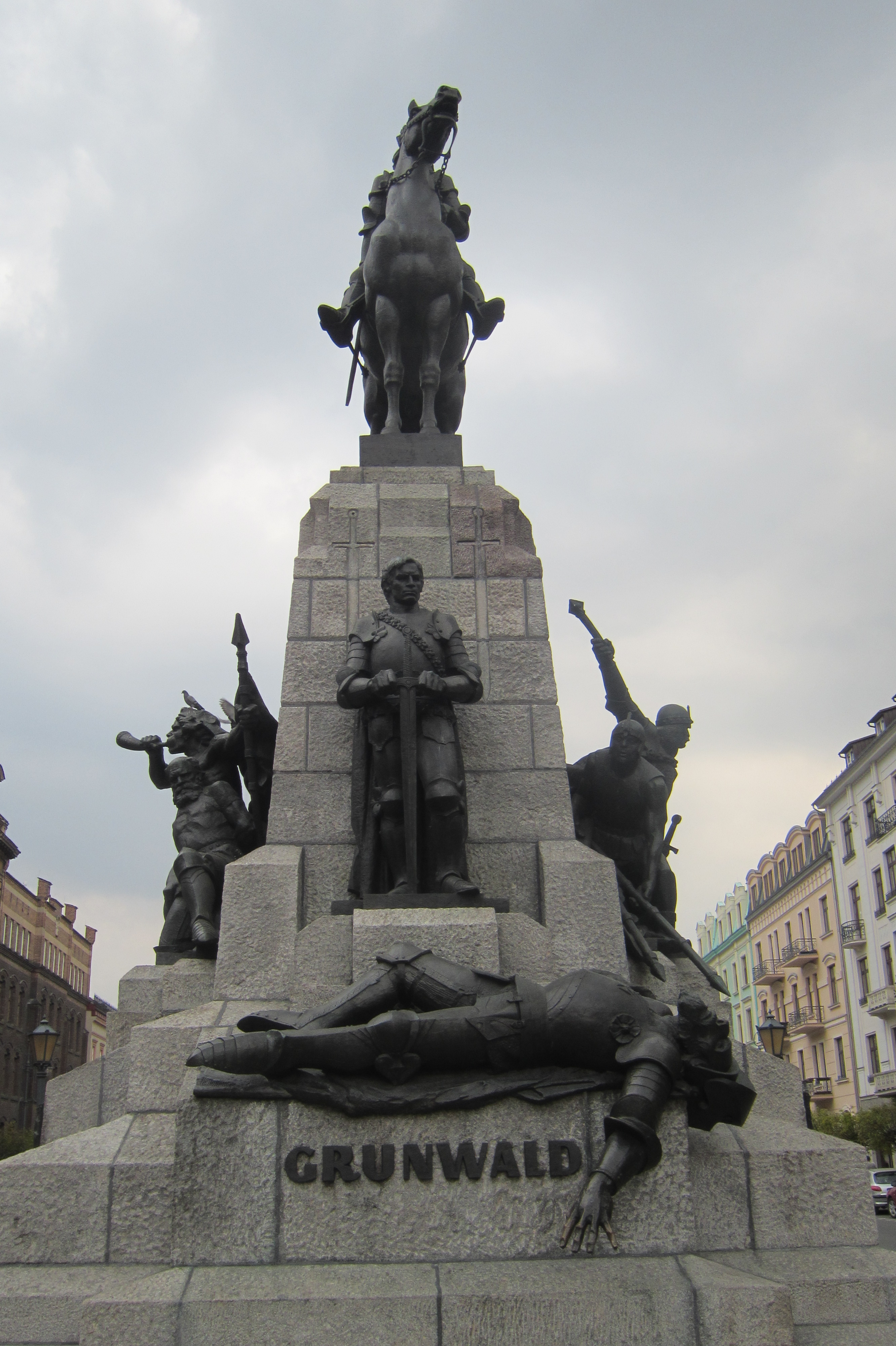
Monument Matejkoplein, Krakau, Polen (1910) toont de Pools-Litouwse alliantie met de gesneuvelde Hochmeister Ulrich von Jungingen

De Slag bij Tannenberg (of Slag bij Grunwald, in Litouwen ook: Slag bij Žalgiris) vond plaats op 15 juli 1410 nabij de dorpen Tannenberg en Grünfelde (Pools: Grunwald).

## Achtergrond
Deze veldslag was het hoogtepunt in het conflict tussen de Duitse Ordestaat en het koninkrijk Polen dat, in vereniging met het Grootvorstendom Litouwen,  de regio Samogitië wilde vrijwaren van de expansiezucht van de Orde.

## De veldslag
De slag vond plaats tussen twee bondgenootschappen. Aan de ene kant bevonden zich Poolse, Litouwse en Lipka-Tataarse strijdkrachten, en soldaten die door de Pruisische steden waren betaald, onder bevel van de Poolse koning Władisłaus II Jagiełło (20.000 tot 25.000 man).
Aan de andere zijde bevonden zich de strijdkrachten van de Duitse Orde (14.000 man) aangevoerd door de grootmeester van de Duitse Orde Ulrich von Jungingen.
Ulrich verraste op 15 juli de Pools-Litouwse legers door zich op volle sterkte op te stellen tussen de dorpjes Grunwald en Tannenberg, op slechts zeven kilometer van het Lubienmeer, waar het kamp van Jagiełło was gelegen. In plaats van de nog niet georganiseerde Polen meteen aan te vallen, besloot Ulrich zijn leger in te graven op een strategisch gesitueerde heuvel. Hij wachtte af tot de Poolse koning het initiatief nam om aan te vallen.
Jagiełło wilde echter niet aanvallen, omdat hij nog steeds in een diplomatieke oplossing geloofde. Ook wordt beweerd dat hij aarzelde wegens de grote faam op het slagveld die de Duitse Orde in de laatste jaren had verworven. De Duitse ridders waren veel beter bewapend en meer ervaren dan de Poolse ruiterij. Die bestond voornamelijk uit Poolse en Litouwse lansiers, Lipka-Tataarse ruiters en Russische hulptroepen en slechts een minderheid aan ridders. Uiteindelijk besloot Ulrich de koning uit te dagen en stuurde hij twee bodes, Kazimir van Stettin en de keizerlijke heraut, naar het Poolse kamp om Jagiełło te hekelen. Die diende van repliek, maar werd uitgedaagd door de spottende toon van de twee arrogante ridders. Ze beweerden dat Jagiełło zijn eer waagde door niet aan te vallen en Jagiełło dreigde dat ze nog spijt zouden krijgen van deze dwaze woorden. Daarna beval hij zijn neef Vytautas de Grote de aanval te openen.
De Poolse linkerflank viel eerst ordelijk aan op de Duitse linies maar stuitte op de verbeten Duitse ridders die deze opmars een halt toeriepen. Op de rechterflank van het Poolse leger ging het er wanordelijker aan toe toen de Litouwse, Russische en Tataarse ruiters een roekeloze aanval uitvoerden op de Duitse linkerflank. Hun terugtrekkingsmanoeuvre ontaardde in een massale vlucht en de instorting van de rechterflank. Vytautas hield stand in het midden en Jagiełło stuurde zijn reserves naar de vluchtende rechterflank. Op dat moment zag Ulrich dat Jagiełło slechts bewaakt door enkele van zijn trouwste ridders op een heuvel aan de rand van het slagveld stond uit te kijken. Hij beval een aanval van zijn meest geduchte ridders op de rechterflank en stuurde een groepje naar de heuvel waar Jagiełło zich op bevond. Deze groep werd echter door Poolse ridders onderschept en op de rechterflank slaagde Vytautas erin de vluchtende troepen te laten omkeren en zich weer in de strijd te mengen. Het behoud van de centrale Poolse slaglinie gaf Vytautas nu de mogelijkheid om de verzwakte Duitse troepen te omsingelen met zijn immense cavalerie. Het slagveld veranderde al snel in een kluwen waarin het moeilijker en moeilijker werd vriend van vijand te onderscheiden en waarin de Duitse ridders hun superieure slagkracht niet konden benutten. Langzamerhand omsingelden de Pools-Litouwse legers de Duitse strijdmacht en leek de strijd gestreden. Ulrich besloot echter niet op te geven en beval zijn troepen stand te houden. Rond 19.00 uur waren de meeste soldaten van de Orde ofwel gevangengenomen, ofwel gedood. Tweehonderd Duitse ridders waren gesneuveld. Ook Ulrich sneuvelde in de strijd. Het Weichselland werd vervolgens geplunderd door de overwinnaars.

## Na de slag
Jagiełło's leger hergroepeerde op het slagveld en toen het eindelijk klaar was om verder op te trekken had graaf Heinrich von Paulen al met drieduizend mannen de burcht en tevens het bestuurscentrum van de Orde Mariënburg versterkt. Met haar hoge muren en slotgrachten was de vesting haast niet te veroveren. De voorraden waarover het kasteel beschikte waren immens en na twee maanden moest Jagiełło het beleg opgeven. Nadien zou de oorlog nog vele jaren op incidentele schaal voortgezet worden met wisselend succes aan beide kanten.

## Gevolgen

### Eerste vrede van Thorn
Na deze veldslag herkregen de Duitse ridders nooit meer hun oude macht. Voorlopig bezat de Poolse koning niet de mogelijkheden om grote gebiedsannexaties door te voeren. Hij liet het in de Eerste Vrede van Thorn (1411) en de Vrede van Melno (1422) bij het opleggen van een hoge oorlogsschatting aan de Orde. Deze probeerde nu de verstandhouding met haar steden te verbeteren door hun eisen tot autonomie in te willigen. Ook de Pruisische landadel die niet tot de Ridderschap van de Orde behoorde kreeg meer vrijheid. Niettemin ging het proces van verwijdering tussen de Ridderschap en haar onderdanen door. De stad Danzig nam de leiding in de oppositie en werd daarbij door de Poolse koning gesteund. De ene na de andere Ordensburcht werd belegerd en ingenomen, ook de hoofdzetel (de Marienburg) van de hoogmeester (grootmeester).

### Tweede vrede van Thorn
Vijftig edelen en negentien steden verenigden zich in 1440 in een oppositionele Pruisische Bond, die in 1454 de Poolse koning aanzocht om hun soeverein te worden. Daarop brak een Dertienjarige Oorlog (1454-1466) uit. Door geldgebrek kon de Orde huursoldaten niet betalen en gaf ze aan de legerleiders een aantal van haar burchten in pand. Omdat de leiders onmiddellijk geld wensten, verkochten ze de burchten aan de Poolse koning. De hoogmeester van de Orde moest zich daarop schikken in een Tweede Vrede van Thorn (1466) die de westelijke helft van Pruisen (West-Pruisen), zij het als autonome provincie, en het bisdom Ermland (Warmia) definitief aan Polen bracht. Ook de autonomie van de steden in deze gebieden werd met Pools-koninklijke privileges gehandhaafd. Deze zelfstandigheid werd echter ingetrokken aan het einde van de 16e eeuw en alleen Danzig en Elbing kunnen ook nadien als autonome steden beschouwd blijven worden. De hoogmeester van de Orde had zijn bestuurscentrum inmiddels verplaatst van Marienburg naar Koningsbergen (Königsberg).
In 1525 werd het restant van het gebied van de Orde geseculariseerd tot het erfelijk Hertogdom Pruisen onder de laatste hoogmeester Albrecht van Brandenburg-Ansbach. Hij moest de Poolse koning als leenheer erkennen, maar het hertogdom zou zich daar later van kunnen losmaken omdat de Orde en zijn hoogmeester weliswaar de Poolse koning als soeverein erkend had, maar de hertog meende dat hij die relatie niet hoefde over te nemen. Pas in 1702 kon hij zich op grond van de machteloosheid van de Poolse koning formeel van diens soevereiniteit losmaken en zichzelf tot koning van Pruisen uit laten roepen. Daarna zou het gebied als provincie Oost-Pruisen het kernland worden van het in macht groeiende koninkrijk Pruisen, dat uiteindelijk in 1871 met de Duitse eenwording in het Duitse Rijk leidde. Bestuurlijk werd Oost-Pruisen in 1772 verenigd, zo men wil herenigd, met West-Pruisen dat in dat jaar door het koninkrijk Pruisen geannexeerd werd bij de Eerste Poolse deling. In 1795 werd Danzig ook geannexeerd en hoofdstad van de nieuwe provincie. Later zouden Oost en West-Pruisen weer gescheiden worden in twee verschillende provincies binnen het koninkrijk Pruisen.

## Nalatenschap
Sinds de 18e eeuw werd in de Poolse nationale geschiedenis de slag van Tannenberg (in Polen slag van Grunwald) voorgesteld als een krachtmeting tussen het Duitse en het Poolse volk en als een zege van dat laatste over het eerste. Dat is echter een modern-anachronistische opvatting die met de toenmalige machtsverhoudingen en -strevingen weinig van doen heeft. In het Ordeleger vochten ook Poolsgezinde strijders uit West- en Oost-Pruisen mee, terwijl een aantal Duitse edelen weer dienden onder de Poolse en Litouwse kroon. De Duitse burgerijen van de steden die zich aaneensloten tot de Pruisische Bond steunden met geld het 'Poolse' leger. Deze nationale aanduidingen hadden dus in de middeleeuwen niet de betekenis zoals ze in de moderne tijd gelden. Partijkeuze werd niet op grond van nationale identiteit gemaakt, maar uit economische en juridische belangen, en bekrachtigd met de grote aantallen huursoldaten die uit waren op soldij en oorlogsbuit.
Desalniettemin maakt Grunwald in Polen deel uit van de moderne nationale identiteit, die mede is gebaseerd op anti-Duitse gevoelens en waarbij een doorgaande lijn wordt gezien lopend vanuit de middeleeuwen tot in de Tweede Wereldoorlog. In Litouwen wordt vooral de rol van de Litouwse groothertog en bondgenoot van de Poolse koning benadrukt. Overigens, in de eeuwen na 1410 zou de Litouwse adel zich laten opnemen in de Poolse szlachta en de Litouwse bevolking onder sterke poloniseringsdruk komen.
In het Duitse nationalisme geldt Tannenberg als een door verraad gepleegde vernedering die werd goedgemaakt in 1914-15 in de Slag bij Tannenberg, toen het Russische leger na eerst de oostelijke helft van Oost-Pruisen te hebben overrompeld, toch werd verslagen. Hoewel dit gebeurde in een aantal opeenvolgende confrontaties werd één historische plaats gekozen, en om de gevallenen te gedenken werd daar in de jaren twintig een grootschalig herdenkingenmonument in de vorm van een fort opgericht. Na 1945 sloopte Polen dit monument en richtte ervoor in de plaats een monument op voor de slag van 1410.
In Litouwen is de slag bij Žalgiris nog altijd zichtbaar bij belangrijke namen in de sport. De grootste voetbalclub in de hoofdstad Vilnius is FK Žalgiris, het grootste stadion in het land (voor basketbal, in Litouwen een grote sport) in Kaunas heet Žalgiris Arena.

## Wetenswaardig
In de wapenzaal van de Krakause Wawelburcht bewaart men de verbleekte vaandels van de Duitse Orde die werden buitgemaakt bij de Slag bij Tannenberg.